# Tratebang
Tratebang is een bestuurslaag in het regentschap Pekalongan van de provincie Midden-Java, Indonesië. Tratebang telt 2081 inwoners (volkstelling 2010).